# Marjory Collinsová

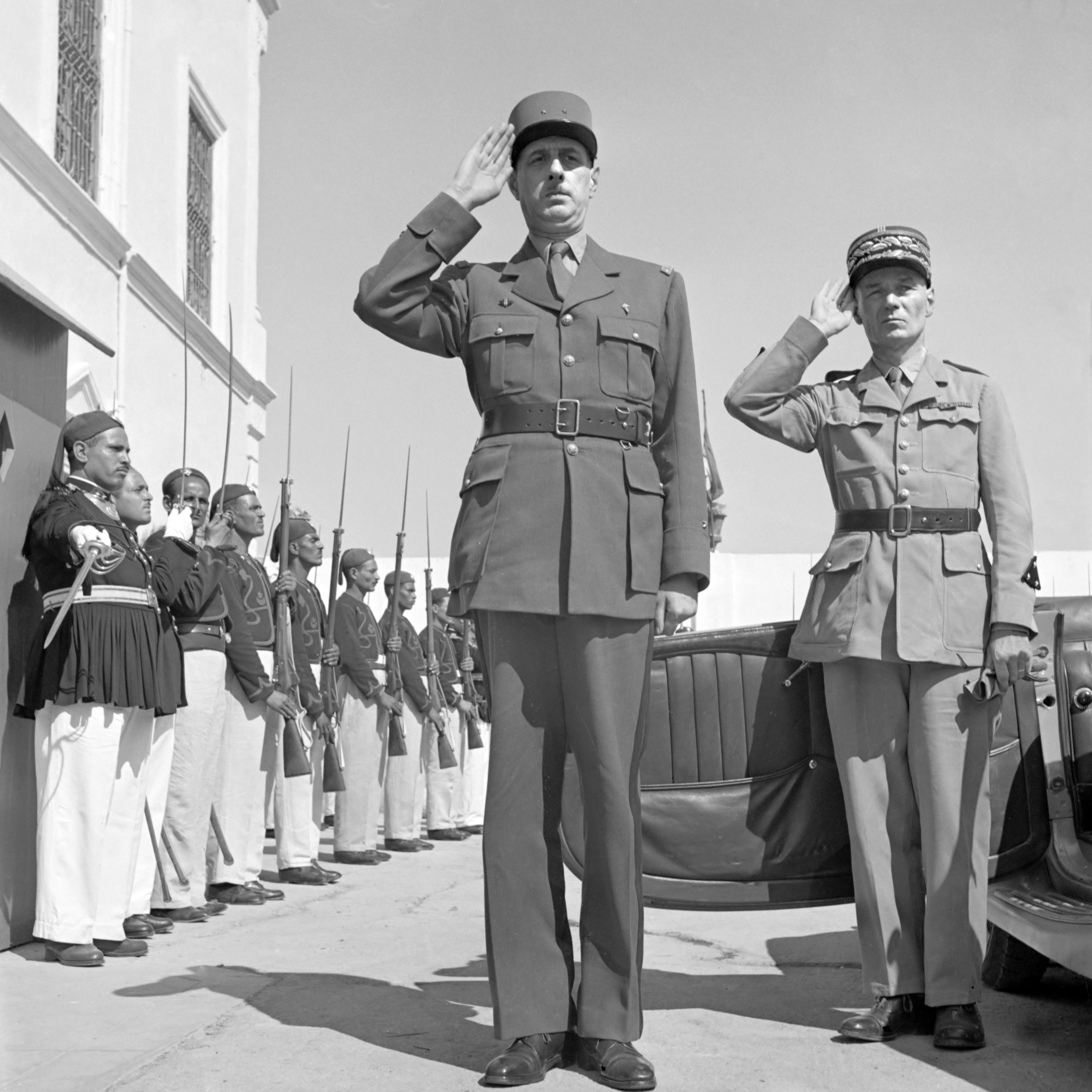
Charles de Gaulle, Tunis, červen 1943

Marjory Collinsová (nepřechýleně Collins; 15. března 1912, New York, New York - 1985, San Francisco, Kalifornie) byla významná americká fotografka, která pracovala pro společnost Farm Security Administration během Velké hospodářské krize.

## Život a dílo
Svou kariéru fotožurnalistky začala v New Yorku v roce 1930, když pracovala pro časopisy PM a US Camera. V době, kdy relativně málo žen pracovalo na plný úvazek, byla zastoupena fotografickými agenturami jako Black Star, Associated Press, PIX nebo Time.
V roce 1941 se Collinsová se připojila k týmu fotografů Roye Strykera ve společnosti FSA, aby dokumentovala činnost na domácí frontě během druhé světové války. Popisovala životní příběhy malého města, v etnických komunitách a ženy zaměstnané ve válce. Více než 3.000 jejích snímků pořízených během let 1942-43 jsou zachovány v archivu FSA/OWI v kongresové knihovně. Společnost FSA byla vytvořena v USA v roce 1935 v rámci New Deal. Jejím úkolem bylo v krizi pomáhat proti americké venkovské chudobě. FSA podporovalo skupování okrajových pozemků, práci na velkých pozemcích s moderními stroji a kolektivizaci. Se vstupem USA do druhé světové války však nastala změna: projekt FSA dostal jiné jméno – Office of War Informations (OWI) – a také jiný program. Ve válce musela propaganda ukazovat, jak jsou Spojené státy silné a ne jaké mají potíže. V roce 1948, kdy FSA zanikla, byla dokonce snaha pořízené dokumenty zničit, aby nemohly být použity pro propagandu komunistickou.
Po druhé světové válce Collins sloučila zaměstnání fotografky, editorky a spisovatelky. Cestovala jako nezávislý fotograf pro vládu USA a komerční tisk. Byla aktivní feministkou, byla u založení časopisu Prime Time (1971-76). Zemřela na rakovinu v roce 1985 v San Francisku.

## Galerie

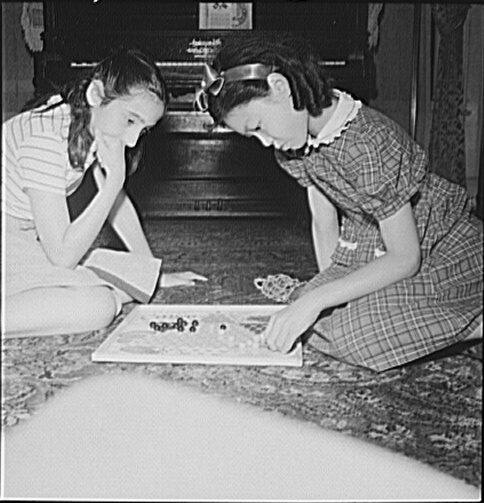
Čínskoamerické dívky si hrají
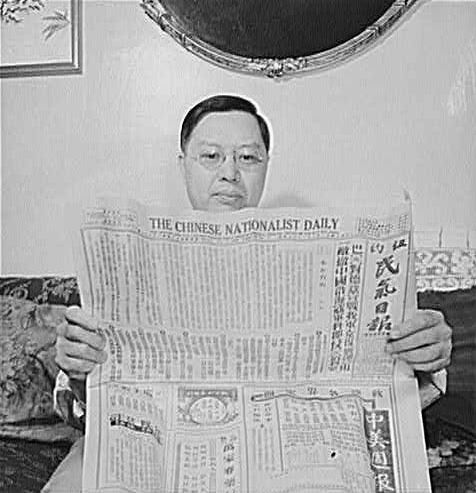
Čínský Američan ve svém domě
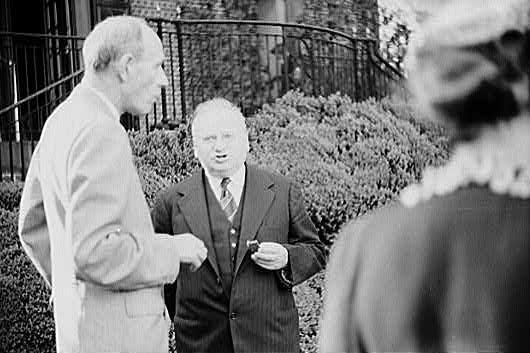
Halifax a Litvinoff, 1942
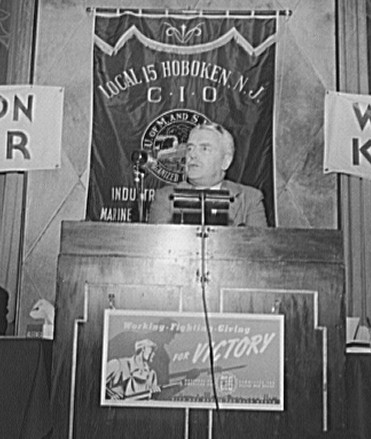
Walter Nash, 1942
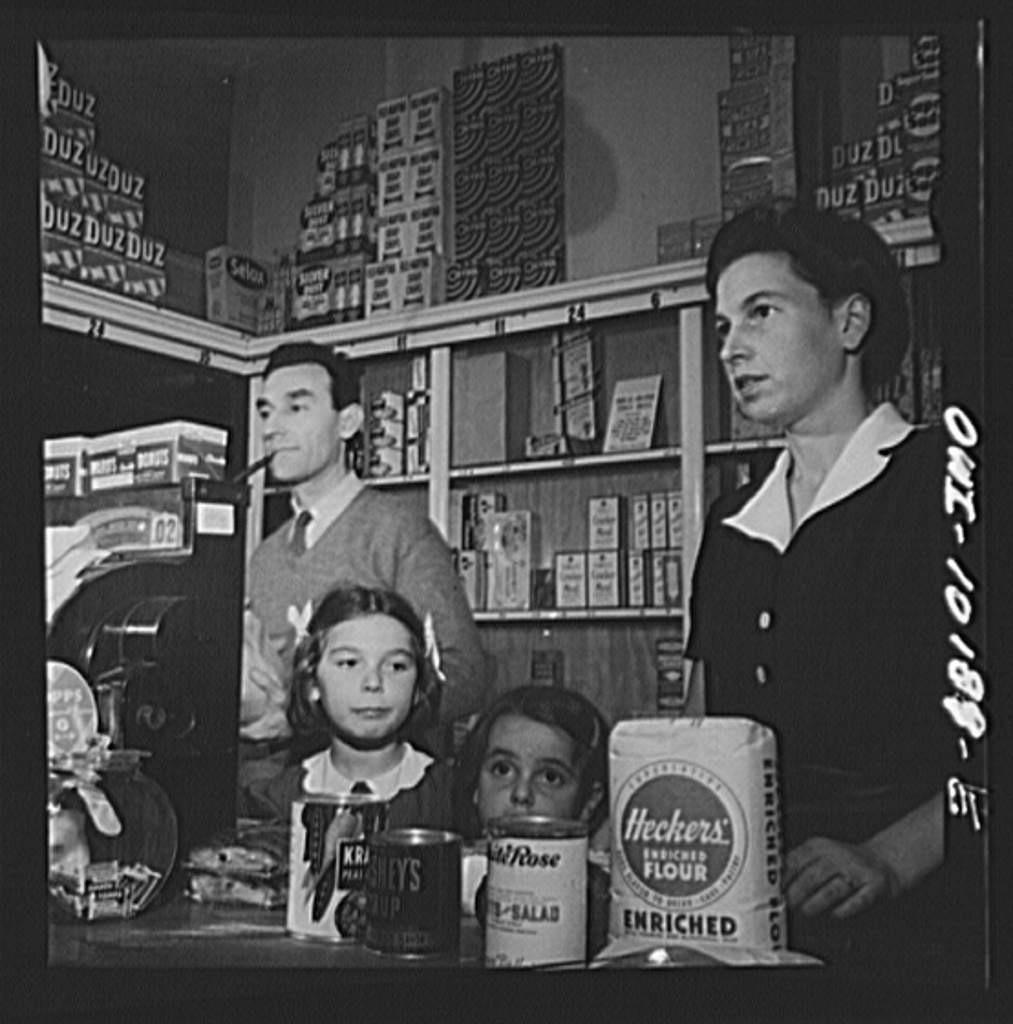
Manželka českého lékaře doktora Winna
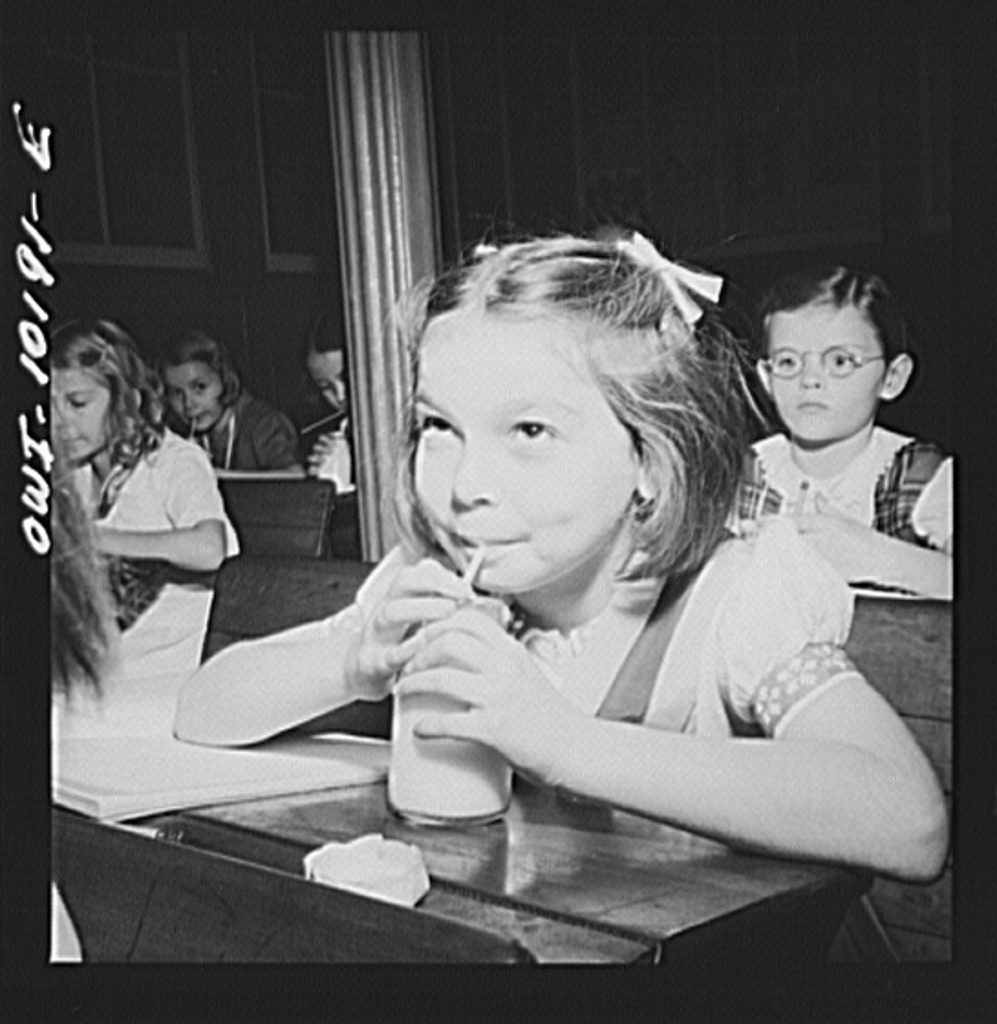
Starší dcera českého lékaře doktora Winna
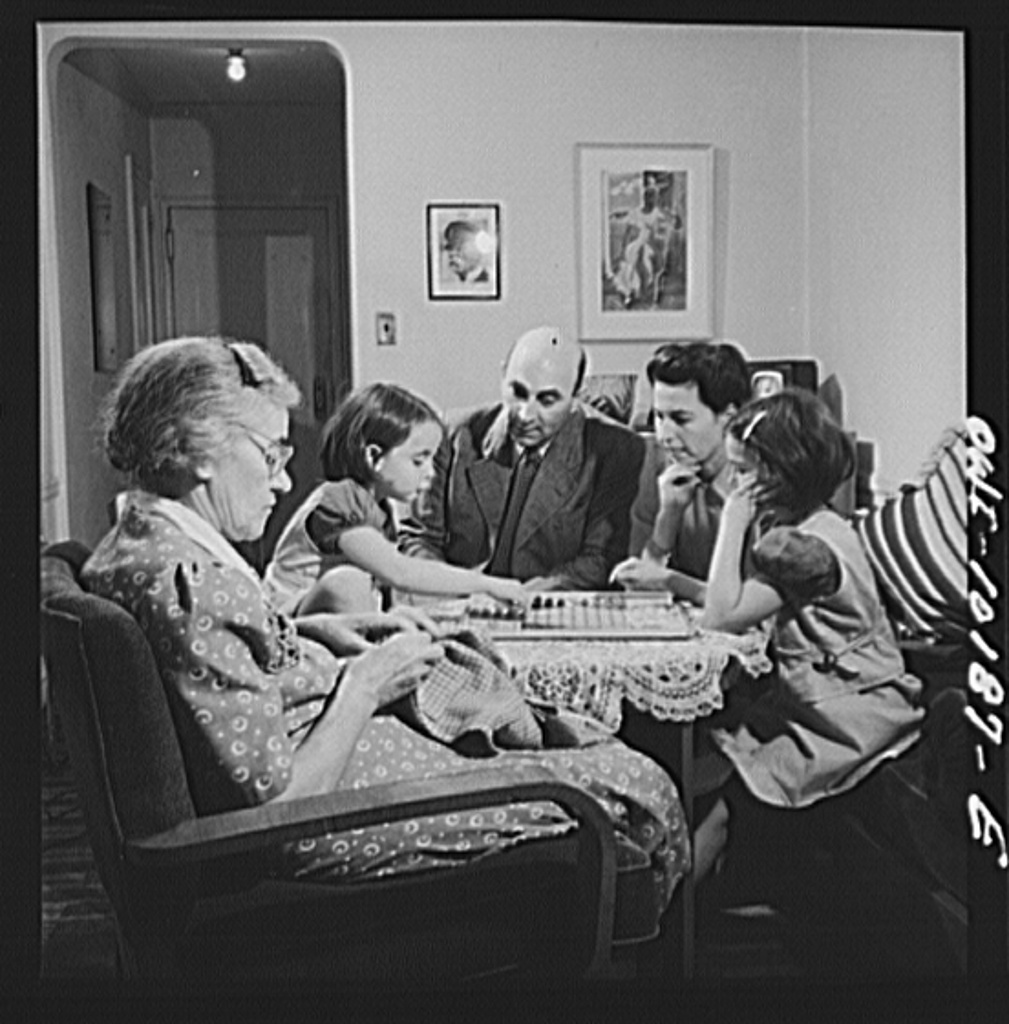
Český lékař doktor Winn
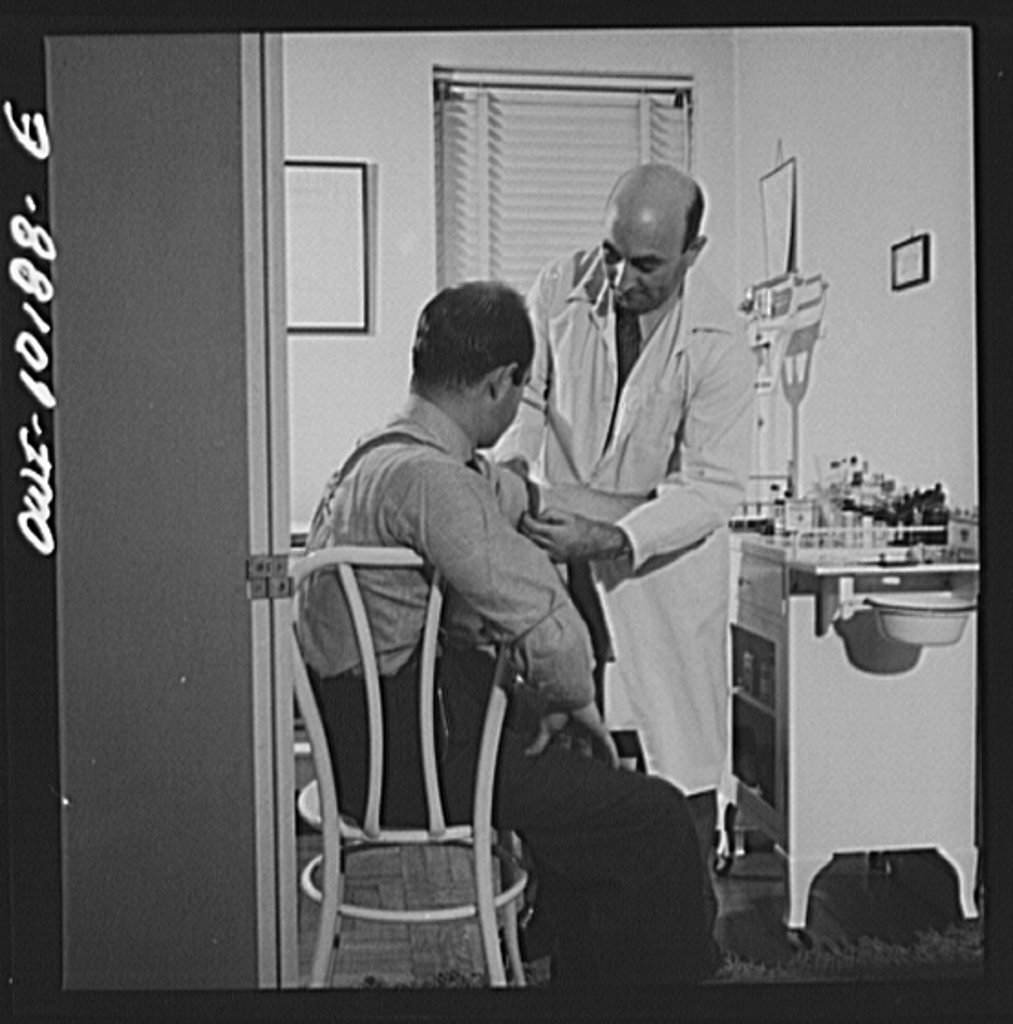
Český lékař doktor Winn
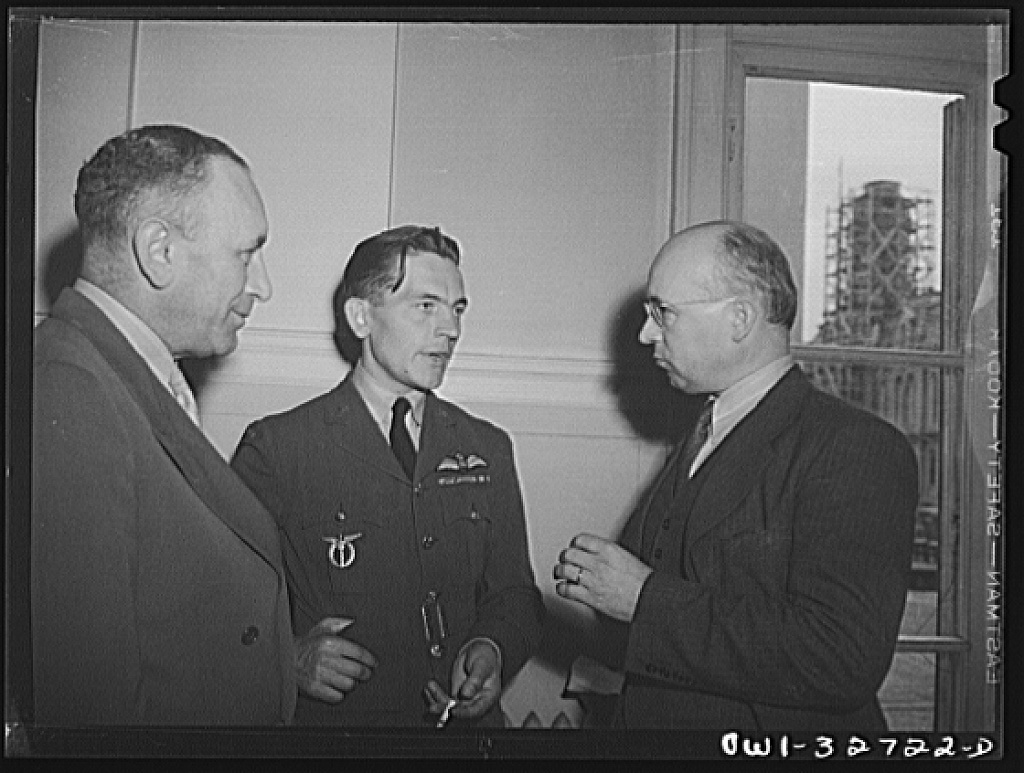
Československý letec v Royal Air Force si povídá s českým konzulem